# Plage du Béniguet
Pour les articles homonymes, voir Béniguet.
La plage du Béniguet (plus communément désignée par son nom breton, Treac'h er Benigued) est une petite plage de l'île-d'Houat. Elle est située à l'extrémité ouest de l'île, au fond d'une baie rocheuse protégée par l'île Guric et l'île Cenis. C'est un des principaux lieux de mouillage de l'île, avec la plage du Gouret et la plage du Salus.